# 三沙银龙电影院
三沙银龙电影院，位于海南省三沙市永兴岛，是三沙市第一所电影院，也是中华人民共和国最南端的电影院，隶属于海南省电影有限公司。2017年7月22日举行首映仪式，放映第一齣電影《永遠的焦裕祿》。

## 設備
- 兩百多個座位；
- 4K數位電影放映機；
- 電動立體軟金屬透聲銀幕。

## 评价
2017年8月1日，越南外交部指责中国建电影院的行为侵犯越南的主权，违反国际法，并要求中国不要重复类似的行为。